# Micragrotis semicirculosa
Micragrotis semicirculosa är en fjärilsart som beskrevs av M.Gaede 1935. Micragrotis semicirculosa ingår i släktet Micragrotis och familjen nattflyn. Inga underarter finns listade i Catalogue of Life.